# Patricia Shanil Muluzi
Patricia Shanil Muluzi (nacida Patricia Fukulani, más tarde Shanil Dzimbiri; Malaui, 25 de septiembre de 1964-Mzimba, 10 de junio de 2024) fue una maestra y política malauí, que ejerció como primera dama de Malaui de 1994 a 2004, siendo esposa del entonces presidente Bakili Muluzi.

## Primeros años de vida
Muluzi nació en Malaui el 25 de septiembre de 1964. Su familia, David y Sylvia Fukulani, eran de la aldea Chimpikizo de la Autoridad Tradicional Nsamala en el distrito de Balaka.

## Primera dama
Aunque la pareja se había casado en 1987 y cuando Muluzi se postulaba para la presidencia, ella vivía en secreto y fuera de la vista del público. Después de que Bakili Muluzi asumiera la presidencia en 1994, vivió en una residencia presidencial cerca de Zomba. Hizo su primera aparición pública un día antes de la boda. En 2011, Shanil anunció que pondría fin a su matrimonio por razones no reveladas.

## Carrera política
Dzimbiri representó al Distrito de Balaka en la Asamblea Nacional de Malawi desde 2014. En 2019, se postuló sin éxito para el parlamento de Lilongüe.

## Muerte
El 10 de junio de 2024, Muluzi se encontraba entre las diez personas que desaparecieron después de que un avión que transportaba al vicepresidente Saulos Chilima desapareciera del radar en la Reserva Forestal de Chikangawa en el distrito de Mzimba, mientras se dirigía a asistir al funeral del exministro de gobierno Ralph Kasambara, lo que provocó una búsqueda y operación de rescate. Se descubrió que su avión se había estrellado al día siguiente y las autoridades confirmaron la muerte de Muluzi y de todos los que iban a bordo.